# Guillaume Budé
Guillaume Budé   (París, 26 de gener de 1467 - París, 22 d'agost de 1540) fou un humanista francès, també conegut pel nom llatí de Budaeus.
Fill d'una gran família de funcionaris reials ennoblida per Carles VI de França, son pare, Jean Budé, lletrat conseller del rei, fou un bibliòfil que va reunir una biblioteca excel·lent.
Un gran estudiós de totes les disciplines (i en particular la teologia, la jurisprudència, les matemàtiques i la filologia), Guillaume Budé va destacar com a especialista en llatí i grec. Inspirà la fundació del Collège de France i va ser director de la biblioteca reial de Fontainebleau.
Tot i mantenir-se en el catolicisme, les seves idees van influir en el calvinisme francès.
La família Budé va ser obligada a exiliar-se arran de la matança de calvinistes de la nit de Sant Bartomeu (23-24 d'agost de 1572).

## Bibliografia

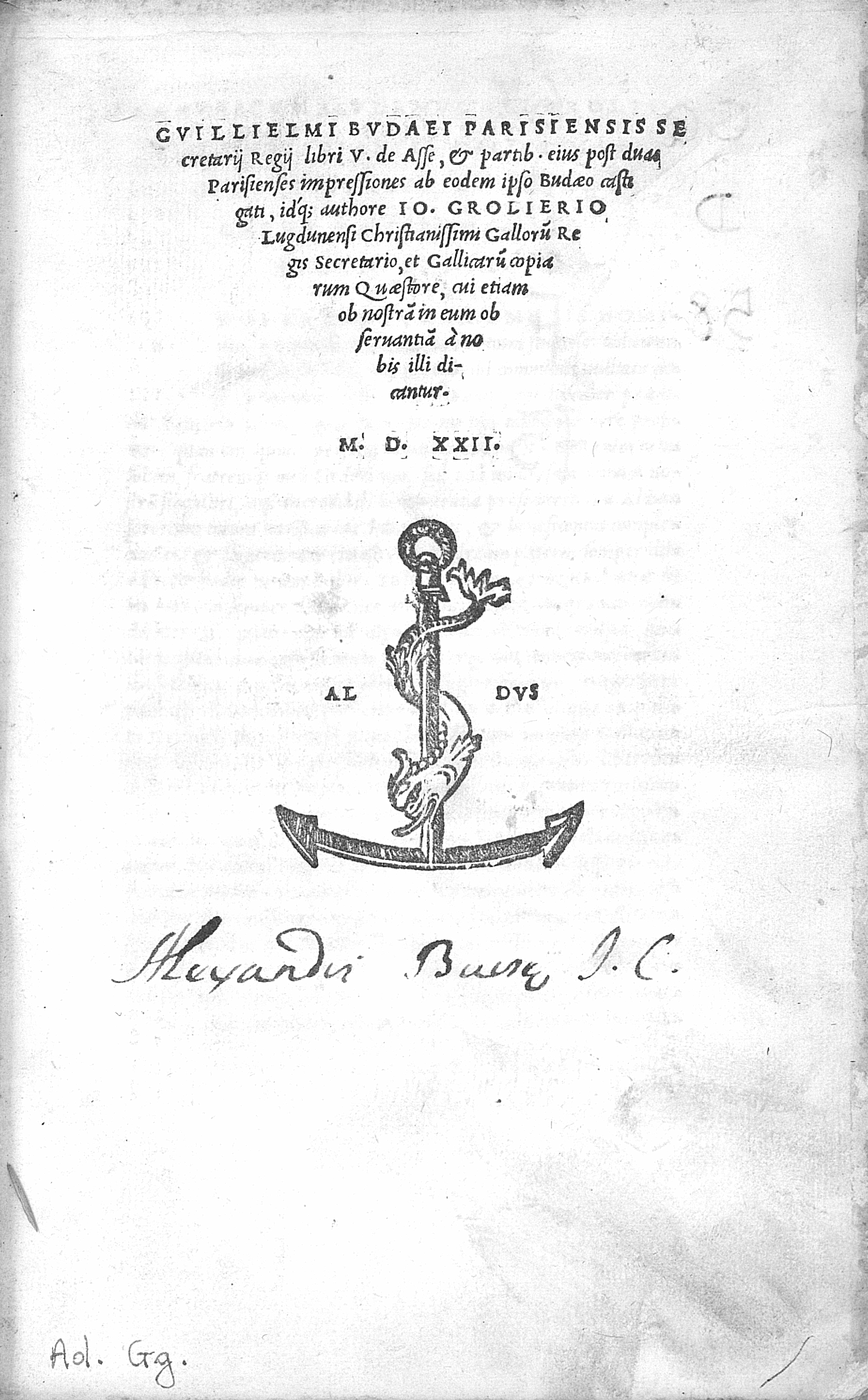
Libri V de Asse et partibus ejus, 1522